# Nazanin Malaei
Nazanin Malaei (persisch نازنین ملایی, * 28. Januar 1992 in Bandar Anzali) ist eine iranische Ruderin und Teilnehmerin an den Olympischen Sommerspielen 2020.

## Karriere
Nazanin Malaei belegte 2009 bei den Junioren-Weltmeisterschaften im Doppelvierer den zweiten Platz im D-Finale und damit den 20. Platz. 2010 startete sie im Leichtgewichts-Doppelzweier bei den U23-Weltmeisterschaften. Zusammen mit Homeira Barzeger erreichte sie den dritten Platz im C-Finale, der Platz 15 bedeutete. Im November startete sie mit Fatemeh Khalaj Hedayati im Leichtgewichts-Doppelzweier bei den Asienspielen 2010 in Guangzhou. Es gelang ihnen sich über den Hoffnungslauf für das Finale zu qualifizieren, wo sie den fünften Platz belegten. Bei den Weltmeisterschaften 2011 belegte sie mit Mona Shadmehr, Shadi Faraj Pour und Homeira Barzeger den 12. Platz im Leichtgewichts-Doppelvierer.
2014 startete sie beim Weltcup auf dem Lac d’Aiguebelette in Savoyen im Doppelvierer. Gemeinsam mit Maryam Saeidi Kharayem, Mahsa Javar und Homeira Barzeger belegte sie den elften Platz. Bei der U23-Weltmeisterschaft in Varese belegte sie im Leichtgewichts-Doppelzweier mit Mahsa Javar den 14. Platz. Anschließend gewann sie bei den Asienspielen 2014 in Incheon ihre erste internationale Medaille. Der iranische Leichtgewichts-Doppelvierer in der Besetzung Homeira Barzeger, Nazanin Malaei, Mahsa Javar und Soulmaz Abbasi konnte die Bronzemedaille hinter den Booten aus China und Vietnam gewinnen. Ein Jahr später machte sie bei den Asienmeisterschaften 2015 in Peking einen Doppelstart im Leichtgewichts-Einer und im Doppelzweier. Im Leichtgewichts-Einer konnte sie die Silbermedaille gewinnen, hinter Wang Miao aus China. Zusammen mit Nazanin Rahmani gewann sie auch im Doppelzweier eine Medaille. Dieses Mal die Bronzemedaille hinter den Booten aus China und Hongkong. Auch bei den Asienmeisterschaften 2016 konnte sie zwei Medaillen gewinnen. Im Leichtgewichts-Einer konnte sie dieses Mal den Titel holen. Zusammen mit Mahsa Javar, Nazanin Rahmani und Farahnaz Eshghi gewann sie außerdem die Bronzemedaille im Vierer ohne Steuerfrau. Den Titel im Leichtgewichts-Einer konnte sie bei den Asienmeisterschaften 2017 erfolgreich verteidigen.
Bei den Asienspielen 2018 gewann Nazanin Malaei die Silbermedaille im Leichtgewichts-Einer hinter Pan Dandan aus China. 2019 gewann sie zum dritten Mal in Folge den Titel im Leichtgewichts-Einer bei den Asienmeisterschaften. Im Mai 2020 belegte sie bei der olympischen Qualifikationsregatta für Asien und Ozeanien in Tokio den zweiten Platz im Einer hinter Shiho Yonekawa aus Japan und qualifizierte sich damit für die Olympischen Sommerspiele 2020. Bei den Olympischen Sommerspielen belegte sie den dritten Platz im Vorlauf und qualifizierte sich damit für das Viertelfinale der Besten 24 Boote. Im Viertelfinale belegte sie erneut den dritten Platz und kam damit in das Halbfinale A/B der Besten 12 Ruderinnen. Nach dem sechsten Platz im Halbfinale und dem fünften Platz im B-Finale beendete sie den Wettbewerb auf dem Sea Forest Waterway auf dem 11. Platz. Bei den 2023 ausgetragenen Asienspielen 2022 in Hangzhou gewann sie im Doppelvierer die Silbermedaille.

## Internationale Erfolge
- 2009: 20. Platz Junioren-Weltmeisterschaften im Doppelvierer
- 2010: 15. Platz U23-Weltmeisterschaften im Leichtgewichts-Doppelzweier
- 2010: 5. Platz Asienspiele im Leichtgewichts-Doppelzweier
- 2011: 12. Platz Weltmeisterschaft im Leichtgewichts-Doppelvierer
- 2014: 14. Platz U23-Weltmeisterschaften im Leichtgewichts-Doppelzweier
- 2014: Bronzemedaille Asienspiele im Leichtgewichts-Doppelvierer
- 2015: Silbermedaille Asienmeisterschaften im Leichtgewichts-Einer
- 2015: Bronzemedaille Asienmeisterschaften im Doppelzweier
- 2016: Goldmedaille Asienmeisterschaften im Leichtgewichts-Einer
- 2016: Bronzemedaille Asienmeisterschaften im Vierer ohne Steuerfrau
- 2017: Goldmedaille Asienmeisterschaften im Leichtgewichts-Einer
- 2018: Silbermedaille Asienspiele im Leichtgewichts-Einer
- 2019: Goldmedaille Asienmeisterschaften im Leichtgewichts-Einer
- 2016: 11. Platz Olympische Sommerspiele im Einer